# Leszek Blanik
Leszek Robert Blanik (* 1. března 1977, Wodzisław Śląski) je bývalý polský sportovní gymnasta. Vždy se mu nejvíce dařilo v přeskoku. V této disciplíně získal zlatou olympijskou medaili na hrách v Pekingu roku 2008 a jako jediný tak narušil v mužské kategorii jinak absolutní dominanci čínských gymnastů, kteří vyhráli všechny ostatní disciplíny. Již předtím na olympiádě v Sydney roku 2000 Blanik v přeskoku bral bronz. V přeskoku se stal také mistrem světa v roce 2007. Má ze světového šampionátu rovněž dvě stříbra (2002, 2005). Z evropského šampionátu je jeho bilance jedno zlato (2008), jedno stříbro (1998) a jeden bronz (2004). Je osminásobným mistrem Polska ve víceboji. Roku 2008 obdržel Řád znovuzrozeného Polska.
Je prvním polským gymnastou, po kterém byl pojmenován gymnastický prvek. Mezinárodní gymnastická federace ho registrovala pod číslem 332 (dvojité salto vpřed ve zlomené poloze). V roce 2003 dokončil magisterské studium tělesné výchovy na Akademii tělesné výchovy v Gdaňsku. Před prezidentskými volbami v letech 2010 a 2015 byl členem výboru podporujícího Bronisława Komorowského. V parlamentních volbách v roce 2011 byl zvolen poslancem Sejmu, jako nestraník na kandidátce liberální Občanské platformy. V Radlinu, v jehož klubu Górnik působil do roku 1997, po něm roku 2010 pojmenovali sportovní halu. V roce 2021 byl zvolen prezidentem Polského gymnastického svazu.